# Związek Klubów Polskich
Związek Klubów Polskich (ang. Alliance of Polish Clubs in USA) - organizacja polonijna w Chicago skupiająca związki i organizacje polonijne reprezentujące drobne kluby byłych mieszkańców i potomków mieszkańców wielu polskich województw, miast i wsi. Związek ma za zadanie wspomaganie działalności tych organizacji i przyczynianie się do ich zaistnienia w polonijnej rzeczywistości, pomoc Polakom w Polsce i na emigracji. Powstał w roku 1929 jako organizacja charytatywna. Prowadzi Szkołę Średnią Języka Polskiego - Gimnazjum im. Wincentego Witosa.
Obecnym prezesem organizacji jest Tadeusz Czajkowski.
W skład Związku wchodzą kluby:
- Błażowa i okolice
- Borek Wielki
- Brzeziny
- Dołężan w Chicago
- Jadowniki Mokre
- Koło n. Wartą
- Łęczan
- Miechowice Wielkie
- Mielec
- Parafii Łęgu Tarnowskiego
- Parafii Luszowice
- Par. Poręba Radlna
- Pojawian
- Polish American Youth
- Przyjaciół Bolesławia "Powiśle"
- Przybysławice
- Przyj. Ziemi Ropczyckiej
- Przyj. Ziemi Tarnowskiej
- Raba Wyżna
- Stalowa Wola i okolice
- Wola Przemykowska
- Woj. Białostockiego
- Wola Rogowska
- Zaborowian
- Ziemi Bydgoskiej i Kujawskiej
- Ziemi Rzeszowskiej
- American Hunting Club
- Dolnośląskie
- Niedzielisko
- Ratunkowe Kwików
- Ratunkowe Szczurowa
- Strzelce Wielkie
- Sympatyków Tarnovii
- Chór im, Fryderyka Chopina
- Chór im. Ignacego Paderewskiego
- Teatr Ludowy "Rzepicha"
- Stowarzyszenie Przyjaciół Polskich Ułanów im. gen. T. Kościuszki